# Yvette Grollet-Briand
Yvette Grollet-Briand , née le 7 octobre 1925 à Carhaix-Plouguer et morte le 20 janvier 2020 à Brest, est une militaire française de la Seconde Guerre mondiale, pilote dans l'escadron féminin créé par le ministre de l'Air Charles Tillon en 1944-1946. 

## Biographie

### La pilote
Durant l'hiver 1944-1945, Yvette Grollet est en formation dans le premier corps de pilotes militaires féminins du nouveau ministère de l'Air, avec le grade de sous-lieutenant : « après la libération de la France des femmes pilotes civiles, brevetées avant 1939, ont été entraînées à l’école de pilotage militaire de début de Châteauroux »,. 

« Bien évidemment, seules les aviatrices de grand renom seront retenues. [...] C'est ainsi que Mlle Hilsz se retrouve première de cette liste de treize aviatrices, suivie de Maryse Bastié, Élisabeth Lion, Andrée Dupeyron, Yvonne Jourjon, Susanne Melk, Yvette Grollet, Élisabeth Boselli, Françoise Marzellier, Gisèle Gunepin, Geneviève Lefebvre, Paulette Bray-Bouquet et Anne-Marie Imbreck. Nos « 13 Amazones de l'Air » ou encore « 13 Grâces », comme on les surnomme à l'époque, auront des tâches très variées,. »

« Toutes titulaires dans l’entre-deux guerres d’un brevet civil, ces aviatrices de grand renom sont vite surnommées les « 13 Amazones de l’air » ou encore les « 13 Grâces ». »
Yvette Grollet-Briand, cependant, ne réussit pas à terminer la formation de pilote et est démobilisée : « Yvette Grollet-Briand, tombée malade à l'issue du stage de Châteauroux, fut rendue à la vie civile en 1946. Elle avait le brevet de pilote d’avion de tourisme n° 14166 du 10 mai 1932. ».